# Windesheim (Familie)
Die Familie Windesheim war eine deutsche Industriellenfamilie, die in der Malzindustrie und im Getreidehandel des 19. und 20. Jahrhunderts tätig war. Ihr Ursprung liegt in Windesheim im Rheinland, wo heute noch der Jüdische Friedhof an die ehemalige jüdische Gemeinde in Windesheim erinnert. Die Familie war unter anderem in Erfurt, Berlin und Halle a.d. Saale und im Rheinland ansässig. Die Windesheim'sche Malzfabrik in Arnstadt war zu ihrer Zeit die größte Kastenmälzerei Europas. Der gute Ruf des Unternehmens und seiner Produkte trug dazu bei, dass in Arnstadt die Erste Interessenvereinigung deutscher Malzfabriken G.m.b.H ihren Sitz hatte und „Arnstadt-Malz“ zu einem Begriff für Qualität wurde.
Gegründet wurde das Familienunternehmen von Hermann Windesheim. Zusammen mit seinem Bruder Sally erwarb er 1887 die Malzfabrik in Arnstadt.
Angehörige des Erfurt-Arnstädter Familienzweigs waren Hans Windesheim und seine Halbschwester Elisabeth Cohn. Hans Windesheim war Rechtsanwalt und Notar. Wegen der deutschen Naziherrschaft und deren Druckausübung auf Menschen jüdischer Abstammung emigrierte er kurz vor Kriegsbeginn 1939 nach Kalifornien. Seine Halbschwester Elisabeth wurde 1943 im KZ Theresienstadt ermordet.

## Personen
- Hermann Windesheim (1838–1905), Malzfabrikant und Kommerzienrat
- Sally Windesheim, Malzfabrikant
- Max (Marcus) Windesheim, Industrieller und Getreidegroßhändler
- Siegmund Windesheim, Industrieller
- Max Windesheim (1868–1925), Malzfabrikant und Getreidegroßhändler
- Hugo Windesheim, Malzfabrikant und Getreidegroßhändler, Geschäftsführer der Arnstädter Malzfabrik G.m.b.H